# Ovide Le Blanc
Pour les articles homonymes, voir Le Blanc.
Ovide Le Blanc (1801-1870) fut un notaire et homme politique fédéral du Québec. Il a représenté Beauharnois à l' Assemblée législative de la province du Canada de 1851 à 1854. 
Il est né à Champlain (Québec), le fils de Étienne Le Blanc et Josette Richerville et a grandi à Trois-Rivières. Le Blanc a fait son apprentissage en tant que notaire à Québec et reçut sa commission à la pratique en 1822. Il pratiquait à Trois-Rivières, Beauharnois, Montréal et Portage-du-Fort. Il fut lieutenant dans la milice. Le Blanc candidata pour un siège à l'Assemblée législative en 1844. Il a échoué quand il s'est présenté pour la réélection en 1854. Le Blanc a servi en tant que membre de la commission de rembourser pour ceux qui avait subi des pertes au cours de la Rébellion des Patriotes en 1837. En 1845, il épousa Sophie Lindsay, la fille de William Lindsay. Le Blanc est probablement mort à Portage-du-Fort.